# Cicindela gabbii
Cicindela gabbii är en skalbaggsart som beskrevs av G. Horn 1866. Cicindela gabbii ingår i släktet Cicindela och familjen jordlöpare. Inga underarter finns listade i Catalogue of Life.